# Мужчине живётся трудно. Фильм 9: Родной дом в Сибамата
«Мужчине живётся трудно. Фильм 9: Родной дом в Сибамата» (яп. 男はつらいよ　柴又慕情, отоко-ва цурай ё: сибамата бодзё; другое название — «Старый добрый дом Тора-сана»; англ. Tora-san's Dear Old Home (Tora-san 9) — японская комедия режиссёра Ёдзи Ямады, вышедшая на экраны в 1972 году. Неуклюжий, простоватый герой Торадзиро Курума (или по-простому Тора-сан) — странствующий торговец вразнос и «чёрная овца» в своём семействе. Он одновременно добрый и наивный, необразованный, но чистосердечный, а его своенравная жизнь приносит его близким как радостные моменты, так и всплески раздражения.

## Сюжет
Посетив в очередной раз Сибамату, Торадзиро как и обычно переругался со своими родными и подался в бега. В своих скитаниях по стране, он встречает в Канадзаве трёх молодых женщин, беззаботно проводящих свои отпуска. Они вместе посещают пляж и исследуют пещеры. Со своей очаровательной неуклюжестью Тора-сан тем не менее неплохо развлёк трёх скучающих дам. И одна из них, Утако приезжает в гости к Тора-сану и его родным по своём возвращении в Токио.
Отец Утако — неудачливый стареющий писатель находится в подавленном состоянии и в своей раздражительности он запрещает дочери выйти замуж за любимого человека. Утако втайне надеется выйти замуж за гончара, живущего в сельской глубинке, а Тора-сан ошибочно полагает, что она влюблена в него.

## В ролях
- Киёси Ацуми — Торадзиро Курума (или Тора-сан)
- Тиэко Байсё — Сакура, сестра Торадзиро
- Саюри Ёсинага — Утако
- Сэйдзи Миягути — отец Утако
- Гин Маэда — Хироси, муж Сакуры
- Хисао Дадзай — Умэтаро (босс Хироси)
- Тацуо Мацумура — дядя Тацудзо
- Тиэко Мисаки — тётя Цунэ
- Тисю Рю — священник
- Гадзиро Сато — Гэн
- Тайсаку Акино — Нобору

## Премьеры
- — национальная премьера фильма состоялась 5 августа 1972 года в Токио[1].
- — премьера в США 10 марта 1974 года[1].
- — впервые показан российскому зрителю 16 ноября 2019 года под названием «Мужчине живётся трудно: Родной дом в Сибамата» в рамках ретроспективы фильмов режиссёра Ёдзи Ямады в Москве (в конференц-зале Государственной Третьяковской галереи)[2].

## Награды и номинации
Премия журнала «Кинэма Дзюмпо» (1973)
- Номинация на премию за лучший фильм 1972 года, однако по результатам голосования занял 6-е место.

## Комментарии
1. ↑  Русское название «Старый добрый дом Тора-сана», встречающееся на некоторых русскоязычных сайтах в сети появилось от английского названия фильма в международном прокате — Tora-san’s Dear Old Home, однако в советском киноведении было принято упоминать о фильме в его переводе с японского оригинала